# Indium (111In) capromab pendetide
L'indium (111In) capromab pendetide nome commerciale Prostascint, è un anticorpo monoclonale di tipo murino, che viene utilizzato per la diagnostica del carcinoma della prostata. L'anticorpo Capromab è legato chimicamente alla pendetide (derivato del DTPA); questo è un chelante dell'radionuclide Indio-111. La rilevazione diagnostica è effettuata con la SPECT.
Sono in corso studi per l'uso terapeutico dell'anticorpo legato chimicamente con il radionuclide ittrio (90Y)..

### Indium (111In) capromab pendetide
- (EN) Ilse Zolle, Technetium-99m pharmaceuticals: preparation and quality control in nuclear medicine, Springer, 2007,  pp. 73–, ISBN 978-3-540-33989-2.
- (EN) Rodney J. Y. Ho e Milo Gibaldi, Biotechnology and biopharmaceuticals: transforming proteins and genes into drugs, Wiley-IEEE, 2003,  pp. 503–, ISBN 978-0-471-20690-3.
- (EN) Steve Shire, Current Trends in Monoclonal Antibody Development and Manufacturing, Springer, April 2009,  pp. 324–, ISBN 978-0-387-76642-3.